# Giuditta di Betulla
Giuditta di Betulla (Judith of Bethulia) è un film del 1914 prodotto e diretto da David W. Griffith con protagonisti Blanche Sweet e Henry B. Walthall. Fu il primo lungometraggio prodotto dalla compagnia Biograph, anche se fu distribuito come secondo.

## Trama
Betulla è una città fortificata della Giudea, posta su una collina che blocca la strada a ogni esercito invasore. L'esercito di Nabucodonosor, guidato dal crudele Oloferne, muove verso la Giudea e mette sotto assedio la città, accampandosi alle sue porte. I combattimenti sono oltremodo feroci, le catapulte e gli arieti mettono a dura prova la resistenza delle mura e degli edifici, i pozzi dell'acqua sono occupati dal nemico. La città, tuttavia, resiste e tutti gli assalti sono respinti. Ma i soldati e gli ufficiali che vengono presi prigionieri, sono sottoposti a crudeli torture sotto lo sguardo del popolo di Betulla che assiste dalle mura. Dopo 40 giorni di assedio, la situazione si fa sempre più pericolosa e la città è tentata dalla resa.
La bella Giuditta, una giovane vedova devota e di nobile carattere, ha una visione che la fa decidere di sacrificarsi per il bene di tutti. Accompagnata solo da una schiava, si reca al campo di Oloferne, chiedendo udienza. Lo spietato comandante acconsente: nella sua tenda, solo con la bella ebrea, comincia un gioco di astuzia e di seduzione. Giuditta, dopo aver sedotto Oloferne, gli taglierà la testa: prima di farlo, il suo carattere dolce e compassionevole la porterà a dubitare di ciò che sta per fare.
Ma il pensiero della sua città e del suo popolo prevalgono e Giuditta mette in atto il suo piano. Ucciso il capo dell'armata, l'esercito assiro si ritira e la città di Betulla accoglie Giuditta come un'eroina.

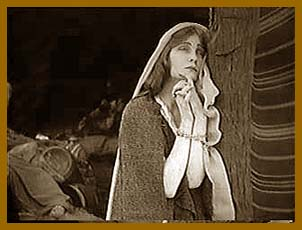
Mae Marsh (Naomi)

## Produzione
Il film venne girato nel 1913 a Los Angeles, al Chatsworth Park di Chatsworth e negli studios di New York della nuova compagnia Biograph.
Secondo IMDB, il budget per il film è stimato in 40.000 dollari, mentre Silent Era lo stima sui 36.000 dollari.
La Biograph bloccò la lavorazione del film perché il progetto di Griffith prevedeva un film troppo lungo per i canoni dell'epoca, che si limitavano, nei film statunitensi, a uno o, al massimo, a due rulli.
Griffith, invece, che sapeva che in Europa e, soprattutto in Italia, venivano prodotte pellicole perfino di 6 rulli, insisteva per fare un film più lungo. Si trasferì così in California, per girare al di fuori del controllo della Biograph, risparmiando all'osso sui costi. La Biograph, quando il film fu finito, era così poco interessata al film che lo lasciò in magazzino per un anno prima di decidersi a distribuirlo, cosa che accadde quando Griffith aveva già lasciato la compagnia
La coreografia fu curata da Gertrude Bambrick che nei titoli viene accreditata anche come attrice in un ruolo di danzatrice assira.
L'aiuto regista fu Christy Cabanne.

## Distribuzione
Il copyright del film, richiesto dalla Biograph Co., fu registrato con il numero Lp1660. Il copyright della versione del 1917, mostra la data del 12 gennaio 1917 e del numero di registrazione LP10278.
Il film venne distribuito dalla Biograph, nel 1914. In Italia uscì nello stesso anno, distribuito dalla Brovelli Film.
Nel 1917, ne venne fatta una riedizione in sei rulli, dal titolo Her Condoned Sin, con nuovi sottotitoli e alcune scene che non erano state incluse nella versione originale del film. La Biograph richiese un nuovo copyright per questa nuova pellicola che fu distribuita, secondo fonti dell'epoca, in più di cinquanta copie in tutti gli Stati Uniti, mentre, per il mercato estero, furono spedite sessantuno copie provviste di sottotitoli tradotti in diverse lingue.

### Date di uscita
- Stati Uniti d'America: 8 marzo 1914 (Judith of Bethulia)
- Spagna: 4 luglio 1914 (Judith de Bethulia)
- Italia: 1914 (Giuditta di Betulla)
- Portogallo: 1º gennaio 1926 (Judith de Bethulia o Judith)

### Copie conservate
Copie della pellicola si trovano in numerosi archivi europei e statunitensi: alla Cinematheque Royale de Belgique di Bruxelles, alla Cinemateket-Svenska Filminstitutet di Stoccolma, alla Cineteca del Friuli di Gemona, alla George Eastman House di Rochester, al Museum of Modern Art di New York, alla Cineteca Nazionale di Roma, allo Steven Spielberg Jewish Film Archive di Gerusalemme, all'UCLA Film and Television Archive di Los Angeles, all'Academy Film Archive di Beverly Hills, al Danish Film Institute di Copenhagen, all'Harvard Film Archive di Cambridge, alla Deutsche Kinemathek di Berlino.